# Katariina Kosola
Saara Katariina Kosola (24 febbraio 2001) è una calciatrice finlandese, difensore del Malmö FF e centrocampista della nazionale finlandese.

## Carriera

### Club
Kosola cresce con la famiglia a Hämeenlinna, popolosa città nella provincia di Kanta-Häme, Finlandia meridionale, iniziando a praticare sport nella locale società polisportiva, l'Hämeenlinnan Jalkapalloseura (HJS), dove affina la sua passione per il calcio e per il floorball. In seguito si trasferisce al club calcistico cittadino, l'Hämeenlinnan Härmä, nel quale riconoscendone le doti ben presto viene aggregata alla prima squadra, per poi indossare la maglia, sempre a livello giovanile, dell'Ilves di Tampere, con il quale gioca fino al 2018.
Nel 2019 decide di trasferirsi nella capitale Helsinki per proseguire l'attività sportiva affiancandola a quella scolastica iscrivendosi alla Mäkelänrinteen lukio, istituto superiore citato anche come Märsky, giocando per la squadra di calcio femminile scolastica, HFA Märsky, programma congiunto tra l'istituto e la Helsinki Football Academy (HFA), dove conosce Eevi Sutela sua futura compagna di club.
Un anno più tardi firma un contratto con lo HJK dove inserita direttamente nella rosa della prima squadra, va a rafforzare il reparto offensivo della squadra iscritta alla neorebrandizzata Kansallinen Liiga, la massima serie del campionato finlandese femminile di calcio. Sotto la guida tecnica di Jonne-Jussi Kunnas fa il suo debutto, da titolare, già il 18 gennaio, nel gruppo 4 dell'edizione 2019-2020 della Coppa di Finlandia mentre in campionato deve attendere giugno per lo slittamento dell'avvio del torneo come deterrente alla diffusione della pandemia di COVID-19 in Finlandia. Qui Kosola debutta il 13 giugno 2020, nel pareggio casalingo per 1-1 con il PK-35 Vantaa della 1ª giornata, mentre per la sua prima delle sue complessive 3 reti, su 18 partite, la segna l'11 luglio (5ª giornata) aprendo le marcature al 21' della vittoria casalinga per 3-1 sul TPS. Rimane legata al club per due stagioni, segnando complessivamente 9 reti su 41 incontri nei campionati 2020 e 2021.

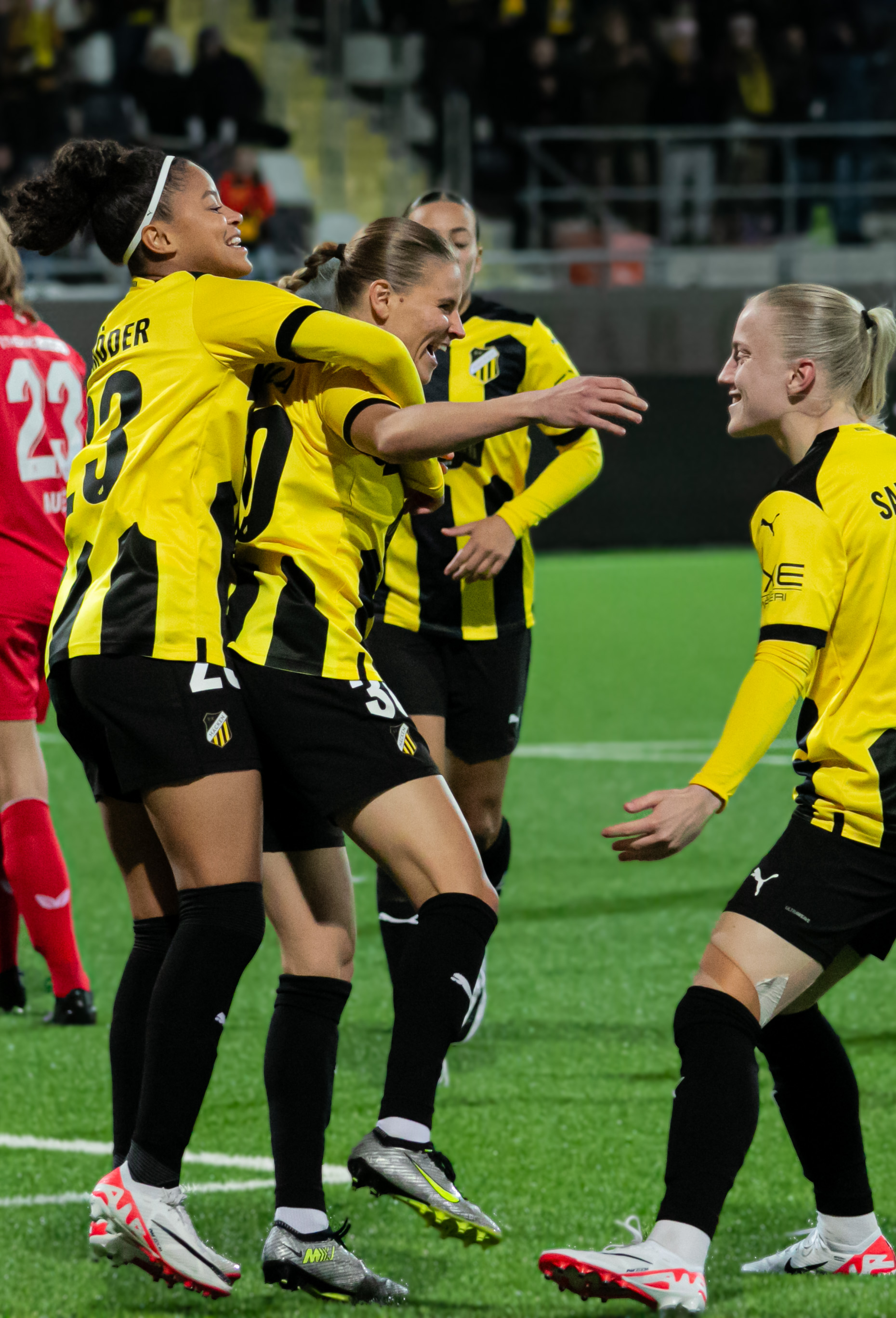
Kosola festeggiata dalle compagne dell' dopo il gol al nell'edizione 2023-2024 della UEFA Women's Champions League.

Durante la sessione invernale di calciomercato 2021-2022 coglie l'occasione per proseguire all'estero la sua professione per la prima volta in carriera, trasferendosi alle svedesi dell'Umeå IK a integrare il reparto offensivo della squadra appena tornata in Damallsvenskan dopo un anno in cadetteria. Dopo aver debuttato nei turni preliminari di Coppa di Svezia 2021-2022, il tecnico Samuel Fagerholm, suo connazionale, la impiega con regolarità per tutta la durata del campionato, collezionando 25 presenze su 26 incontri e siglando 2 reti, la prima determinante per la vittoria per 2-1 sul Djurgården alla 23ª giornata. La sua prima esperienza in Svezia è però insoddisfacente, con la squadra incapace di sollevarsi da posizioni di fondo classifica e che, al termine del campionato chiude al 13º posto, a pari punti (12) con il Brommapojkarna ma con una peggiore differenza reti, retrocedendo nuovamente in Elitettan.
La stagione seguente sigla un accordo con il KIF Örebro, rimanendo così in massima serie con il club della città della provincia storica di Närke. A disposizione del tecnico Rickard Johansson, oltre a marcare 3 presenze in Coppa scende in campo da titolare in tutti i 17 incontri di campionato fino alla pausa estiva, tuttavia durante la sessione di calciomercato si concretizza un nuovo trasferimento a stagione in corso e il 28 agosto 2023 viene comunicato il suo arrivo all'Häcken dopo la firma di un contratto triennale. Con la nuova maglia giallonera Kosola, oltre a continuare e tornando al gol, sul Piteå IF, all'ultima giornata di Damallsvenskan, ha l'opportunità di debuttare in UEFA Women's Champions League nell'edizione 2023-2024. In quell'occasione condivide con le compagne il percorso che, anche grazie ai suoi due gol, tra i quali quello che fissa la vittoria sul Real Madrid all'andata della fase a gironi, fa giungere la sua squadra ai quarti di finale. La stagione 2024 è invece compromessa da un problema alla caviglia che da fine aprile, dopo solo tre incontri di campionato, ha iniziato a dolerle per poi acutizzarsi fino alla decisione di intervenire chirurgicamente, non permettendole di scendere in campo per sei mesi, tornando a disposizione di Mak Lind da ottobre, in tempo solo per scendere in campo alla 26ª e ultima giornata.
Nonostante ancora lontana dalla scadenza del contratto, a gennaio 2025 il club di Göteborg decide di cedere il difensore finlandese al Malmö FF, club appena tornato in Damallsvenskan dopo aver ricostituito la sue sezione femminile nel 2017.

### Nazionale
Kosola inizia il suo percorso con le varie maglie delle giovanili della nazionale finlandese nel 2016, venendo invitata in occasione della doppia amichevole del 19 e 21 settembre con le pari età della Scozia nel quale il responsabile tecnico della selezione Hanni Kaipiainen la impiega in entrambi gli incontri.
Un anno più tardi è chiamata in under 17, inserita in rosa da Marko Saloranta con la squadra che affronta le qualificazioni all'Europeo di Lituania 2018, torneo dove debutta già alla prima sfida con la Slovenia, terminata a reti inviolate rilevando Marie Mäkinen al 57. Durante l'Europeo Saloranta continua a impiegarla in altre 4 delle 5 partite delle due fasi di qualificazione, dove Kosola, schierata come centrocampista, segna uno dei gol con cui la sua nazionale si impone su Malta per 8-1, per poi festeggiare con le compagne il primo accesso ad una fase finale dell’Europeo di categoria. Confermata tra le 21 ragazze in partenza per il paese baltico, condivide con le compagne l'ottima prova della sua nazionale che, da debuttante, passa il primo scoglio della corsa al titolo classificandosi seconda dopo la Germania nel gruppo A della fase a gironi, venendo poi sconfitta di misura in semifinale dalla Spagna e vincendo la finale per il 3º posto battendo l'Inghilterra con il risultato di 2-1.
Segna una rete contro l'Islanda all'Europeo in Svizzera del 2025.

## Statistiche

### Presenze e reti nei club
Statistiche (parziali) aggiornate al 30 giugno 2025.
| Stagione        | Squadra         | Campionato      | Campionato | Campionato | Coppe nazionali | Coppe nazionali | Coppe nazionali | Coppe continentali | Coppe continentali | Coppe continentali | Altre coppe | Altre coppe | Altre coppe | Totale | Totale |
| Stagione        | Squadra         | Comp            | Pres       | Reti       | Comp            | Pres            | Reti            | Comp               | Pres               | Reti               | Comp        | Pres        | Reti        | Pres   | Reti   |
| --------------- | --------------- | --------------- | ---------- | ---------- | --------------- | --------------- | --------------- | ------------------ | ------------------ | ------------------ | ----------- | ----------- | ----------- | ------ | ------ |
| 2020            | HJK             | KL              | 18         | 3          | CF              | ?               | ?               | UWCL               | 1                  | 0                  | -           | -           | -           | 19+    | 3+     |
| 2021            | HJK             | KL              | 23         | 6          | CF              | ?               | ?               | -                  | -                  | -                  | -           | -           | -           | 23+    | 6+     |
| Totale HJK      | Totale HJK      | Totale HJK      | 41         | 9          | -               | ?               | ?               | -                  | 1                  | 0                  | -           | -           | -           | 42+    | 9+     |
| 2021            | Umeå IK         | DS              | -          | -          | CS              | 3               | 1               | -                  | -                  | -                  | -           | -           | -           | 3      | 1      |
| 2022            | Umeå IK         | DS              | 24         | 2          | CS              | 1               | 2               | -                  | -                  | -                  | -           | -           | -           | 25     | 4      |
| Totale Umeå IK  | Totale Umeå IK  | Totale Umeå IK  | 24         | 2          | -               | 4               | 3               | -                  | -                  | -                  | -           | -           | -           | 28     | 5      |
| 2023            | KIF Örebro      | DS              | 17         | 0          | CS              | 3               | 0               | -                  | -                  | -                  | -           | -           | -           | 15     | 3      |
| 2023            | Häcken          | DS              | 9          | 1          | CS              | 5               | 1               | UWCL               | 10                 | 2                  | -           | -           | -           | 24     | 4      |
| 2024            | Häcken          | DS              | 4          | 0          | CS              | -               | -               | UWCL               | -                  | -                  | -           | -           | -           | 4      | 0      |
| Totale Häcken   | Totale Häcken   | Totale Häcken   | 13         | 1          | -               | 5               | 1               | -                  | 10                 | 2                  | -           | -           | -           | 28     | 4      |
| 2024            | Malmö FF        | Div.1           | -          | -          | CS              | 3               | 0               | -                  | -                  | -                  | -           | -           | -           | 3      | 0      |
| 2025            | Malmö FF        | DS              | 11         | 0          | CS              | -               | -               | -                  | -                  | -                  | -           | -           | -           | 11     | 0      |
| Totale Malmö FF | Totale Malmö FF | Totale Malmö FF | 11         | 0          | -               | 3               | 0               | -                  | -                  | -                  | -           | -           | -           | 14     | 0      |
| Totale carriera | Totale carriera | Totale carriera | 106        | 12         | -               | 15+             | 3+              | -                  | 11                 | 2                  | -           | -           | -           | 132+   | 17+    |

## Palmarès

### Nazionale
- Cyprus Cup: 1

2023